# Sławomir Święcki
Sławomir Święcki (ur. 23 sierpnia 1975 w Iławie) – polski piłkarz, który występował na pozycji obrońcy.
Wcześniej reprezentował barwy Stomilu Olsztyn (24 mecze w I lidze/ bez goli) oraz Drwęcy Nowe Miasto Lubawskie (28 występów w II lidze/ bez goli). Jesienią 2009 roku zawiesił swoje występy w zespole, ale nie zakończył kariery. Po sezonie 2011/12, który spędził w Motorze Lubawa postanowił zakończyć karierę piłkarską. Na krótko jednak 2013 roku wrócił do piłki i rozegrał rundę jesienną w GKS Wikielec.